# Enrique Guerrero Salom
Enrique Guerrero Salom (Carcagente, 28 de agosto de 1948) es un político y alto funcionario español.

## Biografía
Nacido en Carcagente, provincia de Valencia, el 28 de agosto de 1948, es doctor en Ciencias Políticas por la Universidad Complutense de Madrid, con posterioridad, y becado por la Comisión Fullbright, cursó estudios de postgrado en el Massachusetts Institute of Technology (M.I.T.) en 1974 y 1975. También cursó estudios de postgrado sobre gestión universitaria y cultural en la Strathclyde University de Escocia (1980). Es Profesor Titular del Departamento de Ciencia Política y de la Administración de la Facultad de Ciencias Políticas y Sociología de la Universidad Complutense de Madrid. 
Su trayectoria profesional ha estado vinculada a la Administración Pública española. En 1973 ingresó por oposición en el Cuerpo Superior de Administradores Civiles del Estado. Trabajó en el Ministerio de Educación y Ciencia (1973-1981), ha sido consejero técnico en el Instituto Nacional de Administración Pública (1981-1982); vocal asesor en el gabinete de Presidencia del gobierno (1982-1987); secretario general técnico en el Ministerio de Educación y Ciencia (1987-1988); director del gabinete del Ministerio de Educación (1988-1991); subsecretario de Educación y Ciencia (1991-1993); secretario general de Relaciones con las Cortes (1993-1996) y director adjunto (2004-2008) del Gabinete de la Presidencia del Gobierno de José Luis Rodríguez Zapatero y asesor ejecutivo del ministro de Economía, Pedro Solbes.
Además, ha sido representante en la Oficina Internacional de Educación de la Unesco (1985-1987) y vicepresidente del Instituto Cervantes (1991-1993). Además ha recibido la Gran Cruz de Honor de la Orden del Mérito Civil y la Gran Cruz de la Orden de Alfonso X el Sabio 
Desde 2009 es Eurodiputado por el PSOE integrante del Grupo de la Alianza Progresista de Socialistas y Demócratas en el Parlamento Europeo. Actualmente, es miembro en la Comisión de Desarrollo

## Publicaciones
Es autor de varias publicaciones en los campos de Ciencia Política y de Educación. Entre ellas:
- Una Pedagogía de la Libertad: La Institución Libre de Enseñanza. Madrid, Cuadernos para el diálogo, 1977.
- Universidad y sistema productivo. Real Sociedad Económica de Amigos del País. Valencia. 1981.
- Crisis y cambios en las relaciones Parlamento-Gobierno 1993-1996”. Tecnos, 2000.
- El Parlamento: Qué es. Cómo funciona. Qué hace. Síntesis, 2004.
- El control parlamentario del Gobierno, en Administraciones Públicas y Constitución. Reflexiones sobre el XX Aniversario de la Constitución Española. Ministerio de Administraciones Públicas, 1998.
- La actualidad del control parlamentario y algunos de sus problemas más relevantes, en Juan Luis Paniagua y Juan Carlos Monedero (eds): En torno a la democracia en España. Temas abiertos del sistema político español. Tecnos, 1999.
- 1989-1999. Una década de bloqueo para las reformas de las instituciones: el Reglamento del Congreso y la reforma del Senado. IV Congreso Español de Ciencia Política y de la Administración. 1999.
- La actividad del Congreso: una evaluación, en Antonia Martínez (ed): El Congreso de los Diputados en España: funciones y rendimiento. Tecnos, 2000.
- Apoyo(s) parlamentario(s) antes que gobierno(s) de coalición. El caso español. 1993-1996. 1996-2000. Revista Política y Sociedad. Vol. 40. N.º. 2. 2003.
- El bloqueo de las reformas políticas. Revista Claves. N.º. 133. Junio. 2003.
- Debates actuales y actualizados sobre la democracia. Cuadernos de Derecho Público. Nº. 18. Enero-abril de 2003.
- El Parlamento español en la VII Legislatura: una deriva negativa. Revista Circunstancia (Revista Electrónica de Ciencias Sociales del Instituto Universitario de Investigación Ortega y Gasset) N.º. 4. Mayo de 2004.
- Responsabilidad y control: rendición de cuentas del Gobierno, en Antonia Martinez (ed): Representación y calidad de la democracia en España. Tecnos 2006
- Las instituciones políticas: dinámica de funcionamiento y percepción, en Salustiano del Campo y José Félix Tezanos (Directores) España Siglo XXI). Biblioteca Nueva. Tomo 2. 2008.